# Bixter Voe

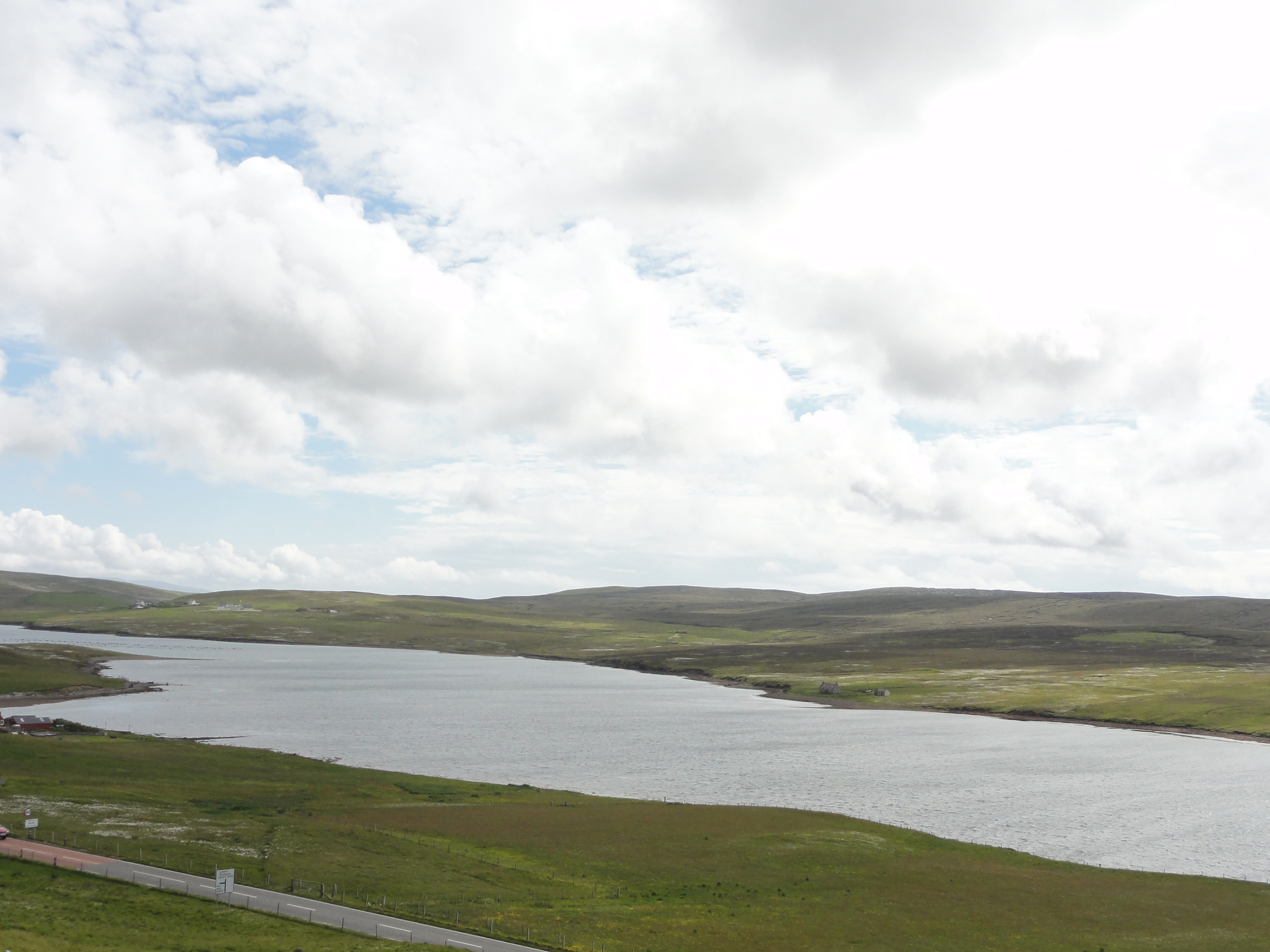
Blick auf die Voe in südlicher Richtung

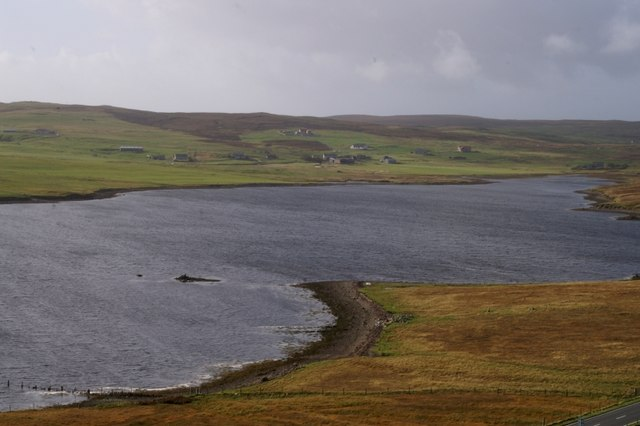
Bixter Voe und Effirth Voe

Die Bixter Voe ist eine Bucht (Voe), die im Südwesten der zu Schottland zählenden Shetlands liegt.

## Geographie
Die Bixter Voe ist eine kleine, flache Bucht, die im Westen von Mainland einige Kilometer nördlich der südlichen Küste der Insel liegt. Die Ortschaft Bixter liegt an ihrem nordöstlichen Ufer. Die Bixter Voe ist eine von mehreren, die untereinander in Verbindung stehen, damit Wasser ins Meer gelangen kann. Die nächste landeinwärts ist die Effirth Voe im Westen, in der Gegenrichtung folgen, jenseits des Ness of Bixters, die Wasserstraße The Firth und die nachfolgenden Tresta Voe im Osten sowie die Sandsound Voe im Südosten.

## Historisches
Im Rahmen der historischen Gliederung Schottlands in Civil Parishes zählt die Bixter Voe zu Sandsting.